# Moschee von Fier

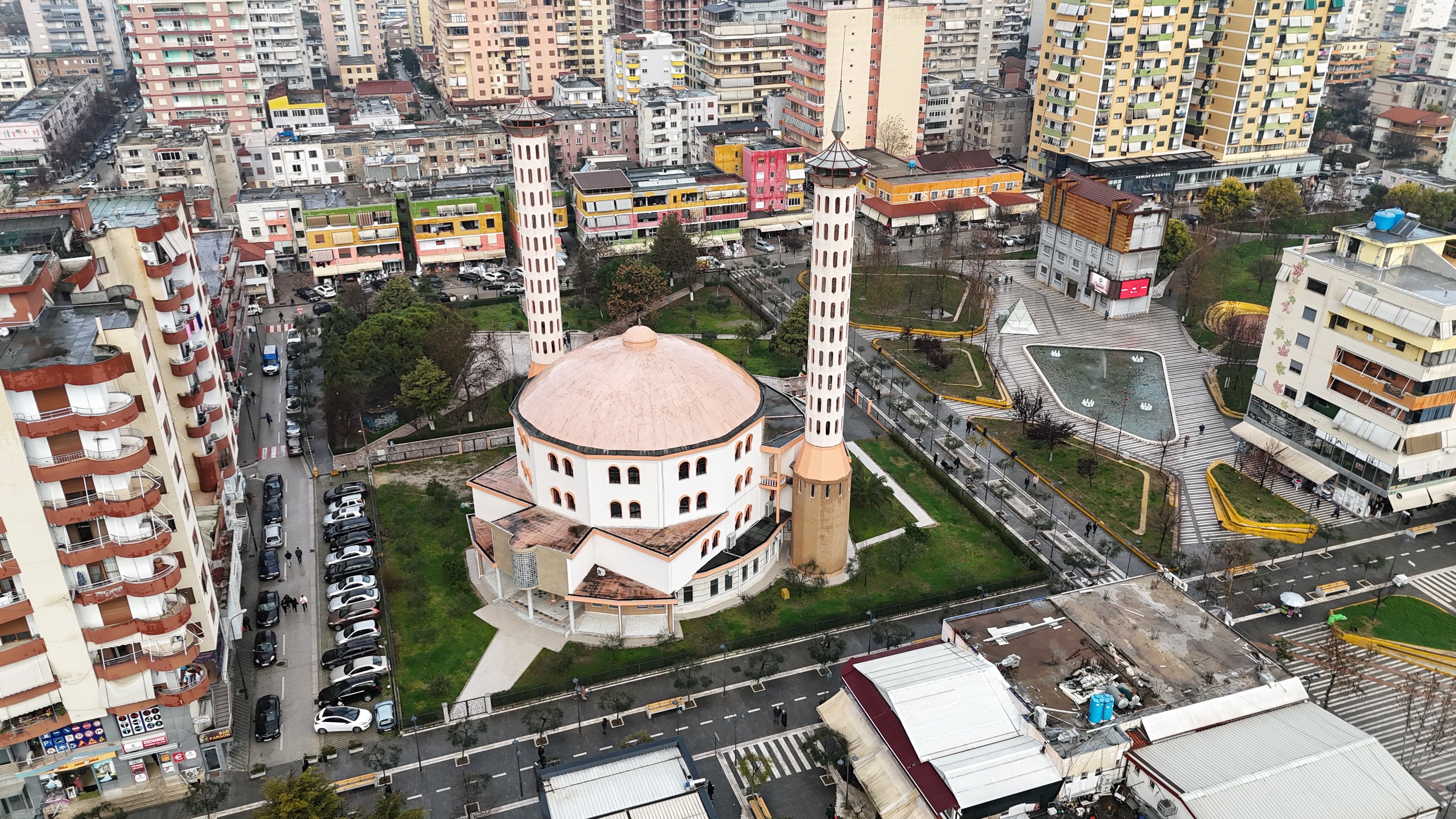
Die neu errichtete modernistische Moschee von Fier

Die Moschee von Fier (albanisch Xhamia e Fierit) ist eine im Jahre 2005 errichtete Moschee in unmittelbarer Nähe des zentralen Platzes der mittelalbanischen Stadt Fier. Sie wurde mit Spenden- und Hilfsgeldern aus Saudi-Arabien erbaut. In der Stadt befindet sich eine historische Moschee aus osmanischer Zeit.
Das moslemische Gotteshaus ist eine der größten Moscheen des Landes. Nachdem unter Diktator Enver Hoxha in der Sozialistischen Volksrepublik Albanien fast alle Gotteshäuser der Stadt zerstört worden waren, erwies sich der Bau eines neuen islamischen Gotteshauses als notwendig.
Die Moschee in Fier geriet im Jahr 2013 in finanzielle Schwierigkeiten, weshalb man sich gezwungen sah, den Park vor dem Gebäude mit Kiosken und kleinen Geschäften zu überbauen. So wollte die Moschee über Mieterträge zu Kapital kommen – zeitgleich kritisierten Umweltschützer die geplanten Namazgâh-Moschee in der Hauptstadt Tirana, wo ebenfalls ein Park überbaut wurde.